# Andreas Marschall
Andreas Marschall (født 15. november 1783 i Ternau (Ungarn), død 9. februar 1842 i Slesvig by) var pianofortefabrikant.
Han kom som snedkersvend til København 1810. I Tyskland havde han arbejdet hos forskellige pianoforte-instrumentmagere, og her tog han arbejde hos instrumentmager Peter Christian Uldahl. Men allerede 1812 etablerede han sig som selvstændig og vandt hurtig stor anseelse ved sine med stor omhyggelighed udførte pianoforter; navnlig var de taffelformede hans specialitet. Han var tillige den første, der her i landet anlagde en luftvarmeindretning med ventilation (1825-26); hans mål med den var at få træet til sine instrumenter tilstrækkelig tørt. 9. februar 1842 døde han på Sindssygeanstalten i Slesvig.
20. januar 1815 havde han ægtet Anna Marie Bagger (29. juli 1795 – 9. februar 1844).